# Сереньо
Сереньо (італ. Seregno) — муніципалітет в Італії, у регіоні Ломбардія, провінція Монца і Бріанца.
Сереньо розташоване на відстані близько 500 км на північний захід від Рима, 21 км на північ від Мілана, 10 км на північний захід від Монци.
Населення — 44 500 осіб (2014).

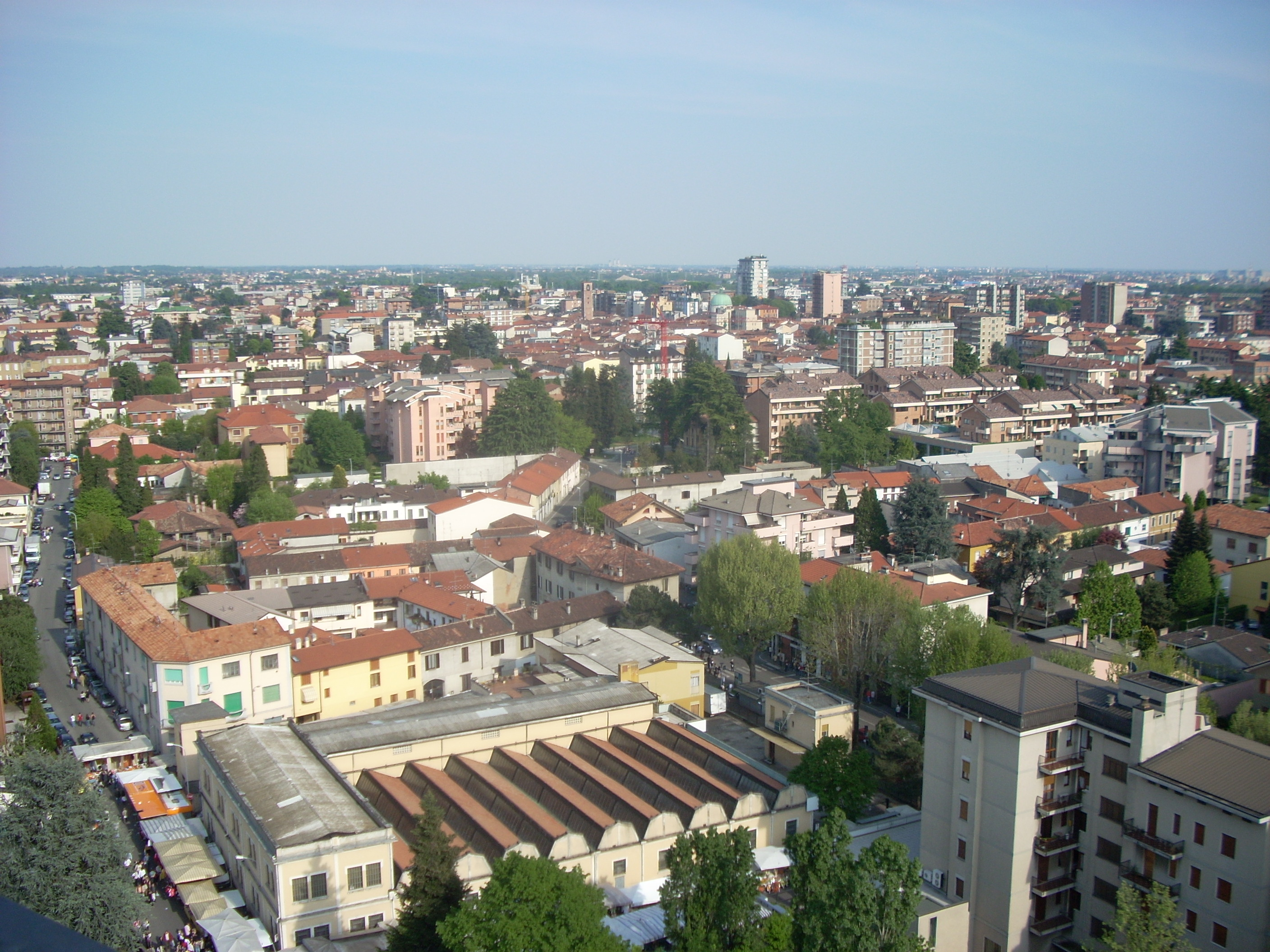

Щорічний фестиваль відбувається 28 квітня. Покровитель — Santa Valeria.

## Демографія
Населення за роками:

Станом на 1 січня 2023 року в муніципалітеті офіційно проживало 3679 іноземців з 101 країни, серед них 730 громадян країн Євросоюзу та 459 громадян України.

## Уродженці
- Массімо Кріппа (*1965) — відомий у минулому італійський футболіст, півзахисник.

## Сусідні муніципалітети
- Альб'яте
- Каб'яте
- Карате-Бріанца
- Чезано-Мадерно
- Дезіо
- Джуссано
- Ліссоне
- Маріано-Коменсе
- Меда
- Севезо

## Міста-побратими
- Сант'Агата-ді-Езаро, Італія